# 马里奥·贝拉尔德
马里奥·贝拉尔德（西班牙語：Mario Velarde，1940年3月29日—1997年8月19日），墨西哥男子足球运动员，司职中场。他曾代表墨西哥国家队参加1962年和1970年国际足联世界杯。他于1987年至1989年担任墨西哥国家队主教练。